# Miriam Grignani
Miriam Grignani (20 januari 1966) is een Italiaans voormalig waterskiester.

## Levensloop
Grignani werd driemaal Europees kampioen in de Formule 1 van het waterski racing.

## Palmares
- 1981:  Europees kampioenschap
- 1983:  Wereldkampioenschap
- 1984:  Europees kampioenschap
- 1985:  Europees kampioenschap